# Quellgebiet des Idarbaches
Koordinaten: 49° 44′ 22″ N, 7° 6′ 53″ O
Das Naturschutzgebiet Quellgebiet des Idarbaches liegt im Landkreis Birkenfeld in Rheinland-Pfalz. Das etwa 10 ha große Gebiet, das im Jahr 1987 unter Naturschutz gestellt wurde, erstreckt sich südwestlich der Ortsgemeinde Allenbach. Der Idarbach hat in dem Gebiet seine Quelle. Am südlichen Rand des Gebietes verläuft die Landesstraße L 164, unweit östlich verlaufen die B 269 und die B 422. Schutzzweck ist die Erhaltung der Quellenregion des Idarbaches als stark versumpfter Standort seltener in ihrem Bestand bedrohter wildwachsender Pflanzen und Pflanzengesellschaften.